# Ulysses (EP)
Ulysses es el cuarto EP de la cantante japonesa de I've Sound, Eiko Shimamiya. Se trata del segundo EP producido totalmente con I've Sound, y sería el primero que la cantante publicaría con el sello discográfico, Geneon Entertainment Siendo puesto en venta el 16 de marzo de 2004.
Como curiosidad, muchas de las canciones de este disco como: Sukarabe no inori, Vanilla, Spiral wind y Uchuu no hana, ya habían sido anteriormente editadas en los EP anteriores de la cantante, aunque en este caso, las canciones fueron regrabadas con unos arreglos más modernos.
Respecto a la trayectoria comercial del disco, sería el primero de Eiko Shimamiya en entrar en la lista Oricon, concretamente al puesto 78 de la misma, permaneciendo tres semanas y media en lista.

## Canciones
1. Introduction
Composición y arreglos: Tomoyuki nakazawa
2. ULYSSES
Letra y composición: Eiko Shimamiya
Arreglos: Kazuya Takase
3. Sukarabe no inori (スカラベの祈り)
Letra y composición: Eiko Shimamiya
Arreglos: Tomoyuki Nakazawa
4. Mosquito
Letra y composición: Eiko Shimamiya
Arreglos: Atsuhiko Nakatsubo
5. VANILLA
Letra y composición: Eiko Shimamiya
Arreglos: Kazuya Takase
6. Ai no uta(b) (愛の歌(b))
Letra y composición: Eiko Shimamiya
Arreglos: SORMA
7. Spiral wind
Letra y composición: Eiko Shimamiya
Arreglos: Tomoyuki Nakazawa
8. Uchuu no hana (宇宙の花)
Letra: Eiko Shimamiya
Composición: Seiichi kyoda
Arreglos: Jia peng fang
9. LOVER
letra y composición: Eiko Shimamiya
Arreglos: Tomoyuki Nakazawa